# Sellos de Rusia en 2013
Los sellos de Rusia en el año 2013 fueron puestos en circulación por Pochta Rossii (Почта России), la administración postal rusa. En total se emitieron 119 sellos postales (16 en hoja bloque), comprendidos en 56 series filatélicas con temáticas diversas.

## Descripción
| Imagen | Fecha de emisión | Nombre del sello (descripción) | Dimensiones (mm)              | Valor facial (en rublos) |
| --- | ---------------- | --- | ----------------------------- | ------------------------ |
| | 17.01            | «150 años del nacimiento de Konstantin Stanislavski» (HB) 1) Retrato del actor y director de teatro Konstantin Stanislavski En la hoja bloque se ve adicionalmente el Teatro de Arte de Moscú Antón Chéjov y el emblema original de la comedia La gaviota de Chéjov                                        | 35,5 х 49,5 –óvalo– (90 × 95) | 50,00                    |
| | 21.01            | «100 años del nacimiento de Gueorgui Fliórov» 1) Retrato del físico nuclear Gueorgui Fliórov y la casilla del elemento químico 114 de la tabla periódica, llamado flerovio en su honor | 42,0 × 30,0                   | 15,00                    |
| | 30.01            | «Ciudades de Gloria Militar» Cinco ciudades rusas que portan la distinción honorífica "Ciudad de Gloria Militar", en el sello se ve el nombre de la respectiva ciudad acompañado del emblema de la insignia 1) Arjánguelsk                                                                                 | 37,0 × 37,0                   | 15,00                    |
| | 30.01            | 2) Briansk | 37,0 × 37,0                   | 15,00                    |
| | 30.01            | 3) Volokolamsk | 37,0 × 37,0                   | 15,00                    |
| | 30.01            | 4) Kalach del Don | 37,0 × 37,0                   | 15,00                    |
| | 30.01            | 5) Kozelsk | 37,0 × 37,0                   | 15,00                    |
| | 30.01            | 6) Nálchik | 37,0 × 37,0                   | 15,00                    |
| | 30.01            | «Fauna de Rusia – Cabras salvajes y ovejas» 1) Un argalí (Ovis ammon) | 37,0 × 37,0                   | 15,00                    |
| | 30.01            | 2) Una cabra salvaje (Capra aegagrus) | 37,0 × 37,0                   | 15,00                    |
| | 30.01            | 3) Un tur del Cáucaso (Capra caucasica) | 37,0 × 37,0                   | 15,00                    |
| | 30.01            | 4) Una oveja de las nieves (Ovis nivicola) | 37,0 × 37,0                   | 15,00                    |
| | 08.02            | «350 años de Penza» 1) El monumento Pervoposelénets y el escudo de la ciudad de Penza | 30,0 × 42,0                   | 15,00                    |
| | 18.02            | «Premios estatales de la Federación de Rusia» 1) La insignia de la Orden de Santa Catarina la Gran Mártir | 32,5 х 65,0                   | 25,00                    |
| | 18.02            | 2) La insignia de la Orden de Alejandro Nevski | 32,5 х 65,0                   | 25,00                    |
| | 18.02            | 3) La insignia de la Orden de Suvórov | 32,5 х 65,0                   | 25,00                    |
| | 22.02            | «100 años del nacimiento de Alexandr Pokryshkin» 1) El piloto y mariscal soviético Alexánder Pokrishkin y un avión de caza Airacobra | 42,0 × 30,0                   | 15,00                    |
| | 22.02            | «Héroe de la Federación Rusa» 1) El ingeniero militar Yuri Dmitriev, muerto en octubre de 2002 en una misión de reconocimiento en la ciudad de Grozni | 42,0 × 30,0                   | 15,00                    |
| | 22.02            | 2) El coronel Oleg Ilin, murió como rescatista en el atentado terrorista contra una escuela de Beslán en 2004 | 42,0 × 30,0                   | 15,00                    |
| | 22.02            | 3) El piloto Nikolái Maidánov, muerto en enero de 2000 en una emboscada aérea en la zona del cañón del Argún (Chechenia) | 42,0 × 30,0                   | 15,00                    |
| | 22.02            | 4) El jefe de bomberos Yevgueni Chernishov, muerto en marzo de 2012 en la evacuación de personas de un edificio en llamas en Moscú | 42,0 × 30,0                   | 15,00                    |
| | 22.02            | 5) El capitán Valeri Shkurny, muerto por una granada en marzo de 2000 en una campaña antiterrorista en Chechenia | 42,0 × 30,0                   | 15,00                    |
| | 27.02            | «Patrimonio Mundial Natural de Rusia» (HB) 1) La cuenca del lago Uvs (República de Tuvá), declarada Patrimonio de la Humanidad por la Unesco en el año 2003 | 42,0 × 30,0 (100 × 75)        | 45,00                    |
| | 04.03            | «Flora de Rusia – Bayas y piñas de las coníferas» 1) Gálbulos del enebro de Siberia (Juniperus davurica) | 36,5 х 29,0                   | 15,00                    |
| | 04.03            | 2) Conos del árbol Microbiota decussata | 36,5 х 29,0                   | 15,00                    |
| | 04.03            | 3) Piñas del alerce de Siberia (Larix cajanderi) | 36,5 х 29,0                   | 15,00                    |
| | 04.03            | 4) Piñas del pícea siberiana (Picea obovata) | 36,5 х 29,0                   | 15,00                    |
| | 05.03            | «135 años del final de la guerra ruso-turca de 1877-1878» (HB) 1) El cuadro General M. D. Skobelev a caballo ("Генерал М.Д. Скобелев на коне", 1883) del pintor Nikolái Dmítriev, que conmemora la victoria de las tropas eslavas a cargo del general Mijaíl Skóbelev, liberando Bulgaria del yugo otomano | 30,0 × 42,0 (68 × 92)         | 35,00                    |
| | 14.03            | «Víktor Chernomyrdin, caballero completo de la Orden al Mérito por la Patria» 1) El político Víktor Chernomyrdin y la medalla y cruz de la Orden al Mérito por la Patria | 42,0 × 30,0                   | 15,00                    |
| | 26.03            | «150 años de la planta siderúrgica Obujov» 1) El lanzador de misiles antiaéreos S-400 Triumf, de fondo una foto de la planta siderúrgica Obujov en San Petersburgo, realizada en 1912 | 37,0 × 37,0                   | 15,00                    |
| | 01.04            | «50 años del establecimiento de relaciones diplomáticas entre Rusia y Argelia» 1) Diseño alusivo con las benderas de Rusia y de Argelia | 42,0 × 30,0                   | 10,00                    |
| | 26.04            | «Patrimonio cultural mundial de Rusia - El centro histórico de San Petersburgo» 1) El Palacio de Invierno | 58,0 × 26,0                   | 10,00                    |
| | 26.04            | 2) El Almirantazgo y la Catedral de San Isaac | 58,0 × 26,0                   | 15,00                    |
| | 26.04            | 3) Strelka en la isla de Vasiliev | 58,0 × 26,0                   | 20,00                    |
| | 26.04            | «Europa» 1) Serie anual a cargo de PostEurop, ese año bajo el tema Vehículos postales; el sello muestra el reparto postal en el siglo XVIII por medio de un trineo tirado por caballos | 65,0 × 32,0                   | 15,00                    |
| | 06.05            | «Caballeros de la Orden de San Andrés» 1) El expresidente de Azerbaiyán Heydər Əliyev y la insignia de la Orden de San Andrés | 50,0 × 37,0                   | 15,00                    |
| | 08.05            | «Armas de la victoria – Barcos militares» 1) El dragaminas Mina | 65,0 × 32,0                   | 10,00                    |
| | 08.05            | 2) El barco de guardia Metel | 65,0 × 32,0                   | 12,00                    |
| | 08.05            | 3) El acorazado BKA-75 | 65,0 × 32,0                   | 15,00                    |
| | 08.05            | 4) El cañonero Usyskin | 65,0 × 32,0                   | 20,00                    |
| | 18.05            | «500 años de la fundación de Aleksándrov» (HB) 1) Vista del Kemlin de Aleksándrov (siglo XVI) en la localidad homónima | 30,0 × 42,0 (104 × 76)        | 50,00                    |
| | 24.05            | «1150 años de la misión de los santos Cirilo y Metodio en los países eslavos» (HB) 1) Icono que muestra a los santos Cirilo y Metodio enseñando a unos creyentes el alfabeto glagolítico | 42,0 × 50,0 (95 × 95)         | 40,00                    |
| | 05.06            | «Armada de Rusia» 1) El buque de investigación "Viacheslav Tíjonov" | 50,0 × 37,0                   | 14,25                    |
| | 05.06            | 2) El petrolero de abastecimiento ártico "Timoféi Guzhenko" | 50,0 × 37,0                   | 14,25                    |
| | 17.06            | «Arte contemporáneo de Rusia» Cuadros de tres pintores contemporáneos: 1) El veranillo. Temprano por la mañana ("Бабье лето. Раннее утро", 2003) de Dmitri Beliukin | 50,0 × 50,0                   | 15,00                    |
| | 17.06            | 2) Chica y ciudad ("Девочка и город", 2005) de Anatoli Liubavin | 50,0 × 50,0                   | 15,00                    |
| | 17.06            | 3) En el río Trubezh ("На реке Трубеж", 2008) de Valeri Polotnov | 37,0 × 50,0                   | 15,00                    |
| | 18.06            | «Escudos» 1) El escudo de la ciudad de Aleksándrov | 18,5 х 26,0                   | 10,00                    |
| | 18.06            | 2) El escudo de la ciudad de Kazán | 18,5 х 26,0                   | 14,25                    |
| | 25.06            | «Universiada de Verano 2013 en Kazán» (HB) 1) El logotipo de la XXVII Universiada de Verano En la hoja bloque se ve la mascota Yuni, un leopardo de las nieves y la silueta de la ciudad de Kazán | 30,0 × 42,0 (90 × 80)         | 25,00                    |
| | 28.06            | «Caballeros de la Orden de San Andrés» 1) El poeta y político Rasul Gamzátov y la insignia de la Orden de San Andrés | 50,0 × 37,0                   | 15,00                    |
| | 29.06            | «XXII Juegos Olímpicos de Invierno en Sochi – Deportes» 1) Bobsleigh | 37,0 × 37,0                   | 25,00                    |
| | 29.06            | 2) Combinada nórdica | 37,0 × 37,0                   | 25,00                    |
| | 29.06            | 3) Patinaje artístico | 37,0 × 37,0                   | 25,00                    |
| | 05.07            | «Artes decorativas de Rusia – Chales» 1) Una bufanda de algodón de Karabánovo | 70,0 × 35,7 –triángulo–       | 15,00                    |
| | 05.07            | 2) Una bufanda de algodón de la fábrica Triojgornaya de Moscú | 70,0 × 35,7 –triángulo–       | 15,00                    |
| | 05.07            | 3) Un chal de plumón de Oremburgo | 70,0 × 35,7 –triángulo–       | 15,00                    |
| | 05.07            | 4) Un chal de lana de Pávlovski Posad | 70,0 × 35,7 –triángulo–       | 15,00                    |
| | 05.07            | «50 años de la primera mujer en un vuelo espacial» 1) El sello postal de 1963 con el retrato de Valentina Tereshkova, la primera mujer que viajó al espacio exterior (el 16 de junio de 1963 a bordo de la nave Vostok 6)                                                                                  | 32,5 × 65,0                   | 14,25                    |
| | 28.07            | «1025 años de la cristianización de la Rus» (HB) 1) El fresco La cristianización de la Rus ("Крещение Руси", 1885–1896) del pintor Víktor Vasnetsov de la colección de la Galería Estatal Tretiakov | 37,0 × 50,0 (70 × 84)         | 30,00                    |
| | 02.08            | «Escudos de armas de las ciudades y los sujetos de la Federación Rusa» (HB) 1) El escudo de la ciudad de Penza En la hoja bloque se ve el escudo del óblast de Penza y su ubicación en el mapa de Rusia | 30,0 × 42,0 (90 × 60)         | 50,00                    |
| | 05.08            | «Barcos de pasajeros» 1) Un transbordador que navega entre San Petersburgo y las Islas Åland | 50,0 × 37,0                   | 14,25                    |
| | 10.08            | «XIV Campeonato Mundial de Atletismo en Moscú» 1) El logotipo del XIV Campeonato Mundial de Atletismo celebrado en Moscú y un dibujo de dos atletas en una carrera | 42,0 × 30,0                   | 14,25                    |
| | 13.08            | «Bombarderos»Seis bombarderos en ocasión del 125.º aniversario del nacimiento de Andréi Túpolev: 1) El Tu-2 | 42,0 × 30,0                   | 10,00                    |
| | 13.08            | 2) El TB-7 | 42,0 × 30,0                   | 13,00                    |
| | 13.08            | 3) El Tu-16 | 42,0 × 30,0                   | 15,00                    |
| | 13.08            | 4) El Tu-22M3 | 42,0 × 30,0                   | 17,00                    |
| | 13.08            | 5) El Tu-95 | 42,0 × 30,0                   | 20,00                    |
| | 15.08            | «150 años de la Fábrica Ferroviaria de Kolomna» 1) Dos trenes producidos en la Fábrica Ferroviaria de Kolomna, uno antiguo y otro actual | 37,0 × 37,0                   | 15,00                    |
| | 21.08            | «Comunicaciones nacionales» 1) Diseño alusivo que muestra un satélite de comunicaciones del tipo Ekspress-AM sobre el mapa de Rusia y el logotipo de la Comunidad Regional en el Área de Comunicaciones | 42,0 × 30,0                   | 14,25                    |
| | 02.09            | «Arte» Dos cuadros del pintor Ivan Miasoyedov (conocido en sus años de exilio en Liechtenstein como Eugen Zotow): 1) El viaje de Minias ("Поход минийцев", 1909) | 50,0 × 37,0                   | 15,00                    |
| | 02.09            | 2) Silum ("Зилум", 1945) | 50,0 × 37,0                   | 15,00                    |
| | 04.09            | «100 años del descubrimiento del archipiélago de Tierra del Norte» (HB) 1) El explorador Borís Vilkitski, descubridor del archipiélago de Tierra del Norte En la hoja bloque se ilustra un paisaje de tundra                                                                                               | 26,0 × 37,0 (136 × 80)        | 15,00                    |
| | 04.09            | 2) El rompehielos Taimyr | 37,0 × 26,0 (136 × 80)        | 15,00                    |
| | 04.09            | 3) El rompehielos Vaigach | 37,0 × 26,0 (136 × 80)        | 15,00                    |
| | 06.09            | «XVIII Conferencia de la Asociación Internacional de Fiscales» 1) El logotipo de la conferencia, celebrada en Moscú | 30,0 × 42,0                   | 15,00                    |
| | 21.09            | «1150 años de Smolensk» (HB) 1) Un fragmento de la muralla del Kremlin de Smolensk y el cañón del escudo de la ciudad de Smolensk La hoja bloque muestra una composición histórica de la ciudad, desde sus orígenes hasta la actualidad                                                                    | 42,0 × 30,0 (130 × 75)        | 50,00                    |
| | 07.10            | «XXII Juegos Olímpicos de Invierno en Sochi – Recorrido de la antorcha olímpica» (HB) 1) El logotipo del recorrido de la antorcha olímpica En la hoja bloque se muestra una antorcha olímpica de los Juegos de Sochi 2014 y un mapa de Rusia con la ruta de la antorcha                                    | 50,0 × 37,0 (100 × 100)       | 50,00                    |
| | 09.10            | «Caballeros de la Orden de San Andrés» 1) El escritor Serguéi Mijalkov y la insignia de la Orden de San Andrés | 50,0 × 37,0                   | 15,00                    |
| | 11.10            | «Escudos de armas de las ciudades y los sujetos de la Federación Rusa» (HB) 1) El escudo de la ciudad de Yaroslavl En la hoja bloque se ve el escudo del óblast de Yaroslavl y su ubicación en el mapa de Rusia                                                                                            | 30,0 × 42,0 (90 × 60)         | 50,00                    |
| | 19.10            | «200 años de la victoria de los ejércitos aliados en la batalla de Leipzig» (HB) 1) El cuadro Ataque de los guardias cosacos en Leipzig el 4 de octubre de 1813 ("Атака лейб-казаков под Лейпцигом 4 октября 1813 года", 1875) del pintor alemán Carl Rechlin                                              | 30,0 × 40,0 (97 × 73)         | 50,00                    |
| | 25.10            | «Arte contemporáneo de Rusia» Cuadros de tres pintores contemporáneos: 1) Queroseno ("Керосин", 2012) de Andréi Bobykin | 50,0 × 37,0                   | 15,00                    |
| | 25.10            | 2) Ramo de flores ("Букет", 2005) de Víktor Maly | 37,0 × 50,0                   | 15,00                    |
| | 25.10            | 3) El monumento de Aleksandr Pokryshkin en Novosibirsk ("Памятник А.И. Покрышкину в Новосибирске", 2005) de Mijaíl Pereyaslavets | 37,0 × 50,0                   | 15,00                    |
| | 01.11            | «XXII Juegos Olímpicos de Invierno en Sochi – Deportes» 1) Biatlón | 37,0 × 37,0                   | 25,00                    |
| | 01.11            | 2) Curling | 37,0 × 37,0                   | 25,00                    |
| | 01.11            | 3) Hockey sobre hielo | 37,0 × 37,0                   | 25,00                    |
| | 01.11            | «75 años del arte marcial sambo» 1) Dos luchadores de sambo | 30,0 × 42,0                   | 10,00                    |
| | 08.11            | «Historia del uniforme ruso - Ministerio de Asuntos Interiores» 1) Un dragón y un oficial de la policía (año 1718) | 32,5 × 65,0                   | 15,00                    |
| | 08.11            | 2) Un policía urbano y un rotmistr del Cuerpo Especial de Gendarmería (finales del siglo XIX) | 32,5 × 65,0                   | 15,00                    |
| | 08.11            | 3) Una controladora de tráfico y un starshiná de la Milítsiya (año 1934) | 32,5 × 65,0                   | 15,00                    |
| | 08.11            | 4) Un teniente primero y un mayor general de la Policía de Rusia (año 2012) | 32,5 × 65,0                   | 15,00                    |
| | 15.11            | «XXII Juegos Olímpicos de Invierno en Sochi – Deportistas legendarios» (HB) 1) El patinador de velocidad Yevgueni Grishin, cuatro veces campeón olímpico | 32,5 × 32,5 (180 × 87)        | 15,00                    |
| 2) La patinadora artística Liudmila Pajómova, campeona olímpica en Innsbruck 1976 y seis veces campeona mundial | 15.11            | | 32,5 × 32,5 (180 × 87)        | 15,00                    |
| 3) El biatleta Vladímir Melanin, campeón olímpico en Innsbruck 1964 y tres veces campeón mundial                | 15.11            | | 32,5 × 32,5 (180 × 87)        | 15,00                    |
| 4) El jugador de hockey sobre hielo Alexandr Pagulin, tres veces campeón olímpico y diez campeón mundial        | 15.11            | | 32,5 × 32,5 (180 × 87)        | 15,00                    |
| 5) El jugador de hockey sobre hielo Anatoli Fírsov, tres veces campeón olímpico y ocho campeón mundial          | 15.11            | | 32,5 × 32,5 (180 × 87)        | 15,00                    |
| | 29.11            | «¡Feliz Año Nuevo! - XXII Juegos Olímpicos de Invierno en Sochi – Mascotas» 1) El leopardo Leopard | 36,5 × 29,0                   | 20,00                    |
| | 29.11            | 2) El oso polar Bely Mishka | 36,5 × 29,0                   | 20,00                    |
| | 29.11            | 3) La liebre Zaya | 36,5 × 29,0                   | 20,00                    |
| | 29.11            | 4) Las mascotas de los Juegos Paralímpicos: Luchik y Snezhinka (Chico Fuego y Nievecilla) | 36,5 × 29,0                   | 20,00                    |
| | 30.11            | «XXII Juegos Olímpicos de Invierno en Sochi – Instalaciones deportivas» 1) El Estadio Olímpico Fisht | 65,0 × 32,5                   | 20,00                    |
| | 30.11            | 2) El Complejo Laura | 65,0 × 32,5                   | 20,00                    |
| | 30.11            | 3) El Centro de Saltos RusSki Gorki | 65,0 × 32,5                   | 20,00                    |
| | 30.11            | 4) El Palacio de Hielo Bolshói | 65,0 × 32,5                   | 20,00                    |
| | 30.11            | 5) El Palacio de Patinaje Iceberg | 65,0 × 32,5                   | 20,00                    |
| | 30.11            | 6) La Arena Shaiba | 65,0 × 32,5                   | 20,00                    |
| | 03.12            | «Abogados prominentes de Rusia» 1) Fiódor Plevako (1842-1908) | 37,0 × 37,0                   | 15,00                    |
| | 03.12            | 2) Alexandr Radíshchev (1749-1802) | 37,0 × 37,0                   | 15,00                    |
| | 05.12            | «Historia del automóvil» 1) Un ZIL-111B del año 1961 | 37,0 × 37,0                   | 15,00                    |
| | 05.12            | 2) Un Sunbeam Alpine del año 1955 | 37,0 × 37,0                   | 15,00                    |
| | 12.12            | «20 años de la Constitución de la Federación Rusa» (HB) 1) La portada de la Constitución de la Federación Rusa La hoja bloque muestra el Artículo 1 de la Constitución, la bandera de Rusia, el Palacio del Senado y una cita del presidente Vladímir Putin                                                | 37,0 × 50,0 (130 × 85)        | 50,00                    |
| | 12.12            | «20 años del Consejo de la Federación de la Asamblea Federal de Rusia» 1) El escudo ruso sobre un mapa político de Rusia y una banda con los colores de la bandera rusa | 37,0 × 37,0 -romboide-        | 20,00                    |
| | 12.12            | «20 años de la Duma Estatal de la Asamblea Federal de Rusia» 1) El escudo ruso sobre un mapa político de Rusia | 37,0 × 37,0 -romboide-        | 20,00                    |
| | 14.12            | «XXII Juegos Olímpicos de Invierno en Sochi – Deportistas legendarios» (HB) 1) La esquiadora de fondo Klávdiya Boyárskij, tres veces campeona olímpica y dos veces campeona mundial | 32,5 × 32,5 (180 × 87)        | 15,00                    |
| 2) El jugador de hockey sobre hielo Vsévolod Bobrov, campeón olímpico en Cortina d'Ampezzo 1956                 | 14.12            | | 32,5 × 32,5 (180 × 87)        | 15,00                    |
| 3) La patinadora de velocidad Tatiana Averina, doble campeona olímpica en Innsbruck 1976                        | 14.12            | | 32,5 × 32,5 (180 × 87)        | 15,00                    |
| 4) Pierre de Coubertin, fundador de los Juegos Olímpicos modernos                                               | 14.12            | | 32,5 × 32,5 (180 × 87)        | 15,00                    |
| 5) Ludwig Guttmann, fundador de los Juegos Paralímpicos                                                         | 14.12            | | 32,5 × 32,5 (180 × 87)        | 15,00                    |